# De Primeira
De Primeira é o álbum de estreia da cantora brasileira Marina Sena, lançado em 19 de agosto de 2021. O álbum foi produzido por Iuri Rio Branco. É principalmente um álbum de pop com elementos de MPB.
Três singles foram lançados para promover o álbum: "Me Toca", "Voltei Pra Mim" e "Por Supuesto", a mais conhecida. Também foi lançado um extended play (EP), o "Especial de Primeira", em comemoração a 1 ano de seu álbum, trazendo uma regravação de 4 músicas com novos arranjos, são elas: "Por Supuesto", "Temporal", "Pelejei" e "Voltei Pra Mim". O "Especial de Primeira" foi lançado em 25 de agosto de 2022.
Em 10 de dezembro de 2021 foi lançada a versão em vinil do álbum De Primeira pelo projeto Noize Record Club da Revista Noize.
A primeira faixa e primeiro single do álbum, Me Toca, fez parte da trilha sonora da telenovela Todas as Flores da Globo, como tema da personagem Mauritânia.
A segunda faixa do álbum, Pelejei, fez parte da trilha sonora da novela Mar do Sertão, também da Globo, como tema da personagem Xaviera.
A terceira faixa e terceiro single do álbum, Por Supuesto, foi tema da série As Five, exibida pelo Globoplay.

## Singles
"Me Toca" foi lançada como primeiro single do álbum em 14 de janeiro de 2021. A faixa é o primeiro single de sua carreira solo e sobre ela Marina declarou: "Foi a última música que a gente compôs, já depois de entender o rumo do álbum. Por isso ela é mais direta, e vai exatamente no ponto chave da questão, com a complexidade e a simplicidade andando juntas". A faixa também ficou por dois meses na lista das 50 mais viralizadas do Spotify. Inclusive, a cantora foi escolhida como Artista Radar do mês de maio pela plataforma. A canção foi indicada para Canção do Ano no Prêmio Multishow de Música Brasileira 2021 e Música Alternativa no WME Awards.
"Voltei Pra Mim" foi lançada como segundo single do álbum em 10 de junho de 2021.
"Por Supuesto" foi lançada como terceiro single em 24 de novembro de 2021. Antes de ser lançada como single, a canção já era um sucesso comercial após viralizar no aplicativo de compartilhamento de vídeos TikTok. A canção ainda alcançou o 5º lugar da lista “50 que viralizaram no mundo” do Spotify.

## Prêmios e indicações
| Ano  | Prêmio                                | Categoria                                    | Resultado | Ref.  |
| ---- | ------------------------------------- | -------------------------------------------- | --------- | ----- |
| 2021 | Prêmio Multishow de Música Brasileira | Álbum do Ano                                 | Indicado  | [ 7 ] |
| 2021 | Prêmio Multishow de Música Brasileira | Capa do Ano                                  | Venceu    | [ 7 ] |
| 2022 | Grammy Latino                         | Melhor Álbum de Pop Contemporâneo Brasileiro | Indicada  | [ 8 ] |

## Lista de faixas
Todas as faixas escritas e compostas por Marina Sena e Iuri Rio Branco. Todas as faixas são produzidas por Iuri Rio Branco. 
| De Primeira — Edição padrão |                  |         |  |
| N.º                         | Título           | Duração |  |
| 1.                          | "Me Toca"        | 3:06    |  |
| 2.                          | "Pelejei"        | 3:16    |  |
| 3.                          | "Por Supuesto"   | 3:06    |  |
| 4.                          | "Cabelo"         | 4:11    |  |
| 5.                          | "Voltei pra Mim" | 3:18    |  |
| 6.                          | "Temporal"       | 3:11    |  |
| 7.                          | "Tamborim"       | 3:20    |  |
| 8.                          | "Amiúde"         | 4:11    |  |
| 9.                          | "Seu Olhar"      | 3:11    |  |
| 10.                         | "Santo"          | 3:32    |  |
| Duração total:              | Duração total:   | 34:25   |  |

## Certificações
| Região                                                        | Certificação | Vendas  |
| ------------------------------------------------------------- | ------------ | ------- |
| Brasil (Pro-Música Brasil)                                    | Ouro         | 40.000‡ |
| ‡vendas+valores de streaming baseados somente na certificação |              |         |

## Histórico de lançamento
| País   | Data                   | Formato(s)                 | Gravadora                               | Ref.   |
| ------ | ---------------------- | -------------------------- | --------------------------------------- | ------ |
| Vários | 19 de agosto de 2021   | Download digital streaming | Alá Comunicação e Cultura & A Quadrilha | [ 10 ] |
| Brasil | 10 de dezembro de 2021 | Vinil                      | Noize Record Club                       | [ 11 ] |